# Omul de Oțel
Iron Man (nume tradus în română ca Omul de Fier sau Omul de Oțel) este un supererou care apare în benzile desenate americane publicate de Marvel Comics, precum și în mass-media asociată. Personajul a fost creat de scriitorul și editorul Stan Lee, dezvoltat de scenaristul Larry Liebel, și proiectat de artiștii Don Heck și Jack Kirby. El și-a făcut prima apariție în Povești de suspans #39 (martie 1963).
Iron Man este identitatea de supererou a lui Anthony Edward „Tony” Stark, un inginer și magnat miliardar american care suferă o lovitură severă în piept în timpul unei răpiri, în care atacatorii încearcă să-l forțeze să construiască o armă de distrugere în masă. El creează, în schimb, o armură alimentată cu putere pentru a-și salva viața și a scăpa din captivitate. Mai târziu, Stark își îmbunătățește costumul cu arme și alte dispozitive tehnologice proiectate de compania sa, Stark Industries. El folosește costumul și versiunile succesive pentru a proteja lumea ca Omul de Fier, în timp ce la început își ascend adevărata identitate. Inițial, Omul de Fier a fost un mijloc pentru Stan Lee pentru a explora tema Războiului Rece, în special rolul tehnologiei americane în lupta împotriva comunismului. Ulterior, re-închipuirile Omului de Fier au trecut de la Războiul Rece la teme ale problemelor contemporane, cum ar fi criminalitatea corporativă și terorismul.

## Istoria publicării

### Premiera
Premiera Omului de Fier Marvel Comics în Povești de Suspans #39 (martie 1963) a fost o colaborare între editorul Stan Lee, scenaristul Larry Liebel și artiștii Don Heck și Jack Kirby. În 1963, Lee a cochetat cu ideea unui om de afaceri super-erou. El a vrut să creeze "chintesența capitalistului", un personaj care ar merge împotriva timpului și cititorilor Marvel, a spus Lee.

## Influența culturală

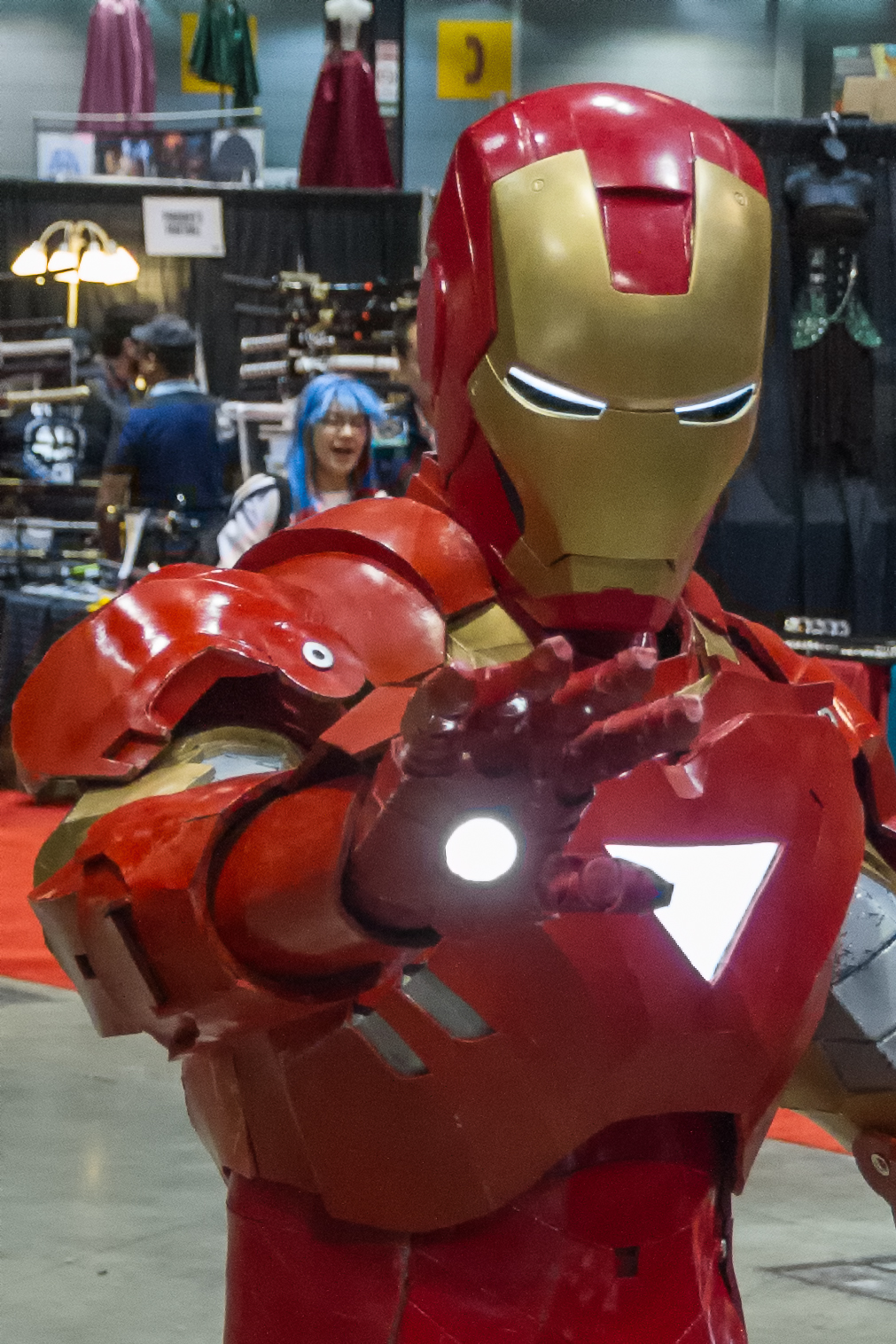
Omul de Oțel (costum)

- Rapperul Ghostface Killah, membru Wu-Tang Clan, și-a intitulat albumul solo de debut Ironman(1996), și de atunci a continuat să folosească versuri legate de benzile desenate Iron Man și bucăți din desenele animate în piesele lui.[5][6] El a adoptat numele de Tony Stark ca unul dintre numeroasele sale alter-ego-uri,[6] și a fost prezent într-o scenă ștearsă din filmul Iron Man.
- Piesa lui Paul McCartney, „Magneto și Titanium Man” a fost inspirată de varianta malefică a Omului de Oțel care apare în X-Men. Un alt Om de Fier negativ, Crimson Dynamo, este menționat în versurile acestui cântec.[7][8]
- Formația britanică Razorlight îl menționează pe Tony Stark într-un vers din melodia lor, „Hang By, Hang By”.[9]
- Personajul Nathan Stark în serialul de televiziune Eureka este inspirat de Tony Stark.[10]
- Forbes l-a adăugat în clasamentul anual pe Omul de Oțel ca fiind printre cele mai bogate personaje fictive,[11] în timp ce BusinessWeek l-a clasat ca fiind unul dintre zece cele mai inteligente personaje din benzile desenate americane.[12]
- În 2011, IGN l-a clasat pe Omul de Oțel pe locul 12 în Top 100 eroi de benzi desenate.[13]
- Două camioane cu tema Omului de Oțel concurează în Monster Jam. A debutat în Atlanta pe 9 ianuarie 2010, și sunt conduse de Lee O' Donnell și Morgan Kane.[14]